# Содома
Сòдома (на италиански: Il Sodoma), псевдоним на Джовàни Антòнио Бàци (Giovanni Antonio Bazzi; * 1477, Верчели, † 15 февруари 1549, Сиена) е италиански художник от Сиенската живописна школа.
Содома принадлежи към известните художници на Зрелия ренесанс и Ранния маниеризъм. През 17 и 18 век е считан за второстепенен живописец, но от 19 век интересът към него нараства и сега художникът заема полагащото му се място в редицата на великите майстори. По-специално в Сиена ролята му е значима в задаването на общите линии на последвалия Сиенски маниеризъм.

## Биография

### Начални години, отиване в Сиена и престой в Рим
Роден е в град Верчели, Пиемонт (според други – в Сиена или във Верджеле) през 1477 г. като син на обущаря Джакомо ди Антонио Баци, може би родом от Биандрате, и Анджела да Бергамо, за която баща му се жени през 1476 г. Има по-малък брат Николò и по-малка сестра Амадея.
През 1490 г. започва своето чиракуване в родния си град в работилницата на художника Джовани Мартино Спанцоти. В нотариалния архив на Верчели е запазено споразумение от 20 ноември 1490 г., с което бащата на Содома сключва със Спанцоти договор за това синът му да бъде обучаван в продължение на 7 години на всички видове живопис, включително и върху стъкло и дърво.
През 1498 г. Содома се мести в Милано заедно със Спанцоти, където попада под влиянието на творчеството на Леонардо да Винчи, въпреки че няма точни доказателства за техния контакт.
Ок 1501 г. художникът се озовава в Сиена, която става постоянното му местожителство. Вазари съобщава, че той отива там по покана на търговци от семейство Спаноки. Не са запазени обаче документи за поръчки на картини от страна на това семейство. Това обаче би могло да се обясни с факта, че след смъртта на папа Пий III Спаноки фалират и са принудени да продадат двореца си. Има обаче документ от 13 март 1499 г., в който някой си Bartolomeus olim Ghilielmi de Bazio de Quirino получава наследство от починалия си брат Николо чрез Антонио и Джулио Спаноки. Този Николо е служил в имението на семейство Спаноки в Рим и ако лицето, посочено в документа „де Бацио“ и Содома са едно и също лице, тогава художникът може да е бил в Рим преди Сиена. Неговото присъствие в Рим е документирано през 1508 г., когато папа Юлий II му възлага да украси тавана на Stanza della Segnatura във Ватикана. На фреската Атинската школа (1509-1511) самият Содома е изобразен близо до Рафаело Санцио. Във вила Фарнезина в Рим има една от фреските му със Сватбата на Алесандър и Роксана, рисувана за сиенския банкер Агостино Киджи. Стенописът е вдъхновен от изгубена гръцка картина на художника Аетион (4 век пр.н.е.), описана през 2 век от гръцкия писател Лукиан от Самосата.

### Любител на провокациите
Пристигайки в Сиена, Содома получава първите си големи и престижни поръчки. През 1508 г. той завършва стенописите, започнати през 1497 г. от Лука Синьорели в манастира „Монте Оливето“, който е на път от Сиена за Рим. Вазари описва скандала, свързан с тези стенописи, които са посветени на сцени от живота на св. Бенедикт Нурсийски. В една от сцените свети Бенедикт, опитвайки се да възстанови реда в поверения му манастир, прогонва куртизанките, изпратени от монаха Флоренций да съблазняват монашеските братя. Според Вазари Содома рисува тези жени голи, което предизвиква объркване сред монасите и възмущение сред ръководството на манастира. Куртизанките би трябвало да са облечени, въпреки че в този случай изглежда, че Содома просто стриктно следва каноническото описание на живота на Св. Бенедикт.
Паоло Джовио, който съставя „Биографията на Рафаело“ през 1523-1527 г., съобщава за Содома, че в него е присъщо „абсурдно и променливо мислене с отпечатъка на лудостта“. Въпреки това Джовио го смята за „наследник на Рафаело“, а това свидетелства за високото почит и уважение, които художникът има сред съвременниците си. Основният източник, описващ характера на майстора, е биографията му – дело на Джорджо Вазари (1568 г.). Около версията, представена от този автор, възникват много дискусии. Някои изследователи смятат, че Вазари е прав почти за всичко, а други твърдят, че историите, дискредитиращи художника, са съставени от неговия съперник и бивш ученик Доменико Бекафуми, а Вазари безкритично ги преразказва.
Вазари описва Джовани Антонио като „луд“ и „груб“. Той вярва, че художникът не се стреми да общува с мъдри и достойни хора, а вместо това „... държеше у дома всякакви необичайни животни: язовци, катерици, маймуни, мармозети, малки магарета, коне, берберски рисове, малки коне от остров Елба, сойки, малки пилета, индийски костенурки и други животни от същия вид... В допълнение към всички тези зверове той имаше гарван, когото научи да говори и който често имитираше гласа на Джовани Антонио. .. По същия начин всички други животни бяха опитомени, така че постоянно го следваха из къщата, играейки най-странните игри и издавайки най-дивите звуци, някога съществували в света... ". С една дума Джовани Антонио обича да общува с животните, а животните му отвръщат.
Автопортретът му като Юда датира от 1515 г. в свалена фреска в църквата „Сан Бартоломео“ на Сакро Монте Оливето във Флоренция.
Има много дискусии и спекулации около прякора „Содома“. Има мнение, че първоначално неговото фамилно име или прякор е „Содона“ (понякога той подписва картини като това), което по-късно се трансформира в „Содома“. Любопитният му прякор, засвидетелстван от 1512 г., изглежда няма нищо общо със значението на содомията, но вероятно е остроумна тосканизация на еднa от неговите паразитни думи на пиемонтски език: „su, 'nduma! (Хайде, да вървим!), все още използвана и днес; оттук и мотото: val pusè 'n andà che cent anduma (='nduma) („Едно отиване струва повече от сто „да тръгваме““). Въпреки това Вазари проследява прякора до сексуалните нрави на художника. Твърди се също, че прякорът му е резултат от шега и че Баци изглежда носи това име с гордост, и парадира с него, за да шокира обществото. Джовани Антонио се пристрастява към конните надбягвания – Палиото на Сиена. Запазени са документи, според които той участва в Палиото и купува скъпи коне за целта. Според Вазари веднъж по време на престоя на Джовани Антонио във Флоренция, неговият кон печели състезанието. Съгласно правилата името на собственика на победителя трябва да се извика на висок глас при връчване на наградата. Джовани Антонио е попитан какво име да извикат и той отговаря: „Содома“, което води до възмущението на старейшините.
В описанието на Вазари Содома се появява като екстравагантен човек, когото сиенските младежи обожават: „... повечето от сиенските младежи тичаха след Содома, прославяйки го като необикновена личност“. Към това трябва да се добави, че Джовани Антонио пише стихове с нецензурно съдържание и има навика да ги пее под собствен акомпанимент. Вазари пише, че художникът получава прякора „Содома“, защото „... той винаги е общувал и живял с голобради младежи“. Това обаче до голяма степен се опровергава от факта, че през октомври 1510 г. той се жени за Беатриче ди Лука Гали, дъщеря на проспериращия предприемач Лука Гали. Беатриче носи като зестра собствения си дом и през 1511 г. му ражда син на име Апелес, чийто кръстник е художникът Джироламо Дженга. Момчето обаче умира в ранна детска възраст; година по-късно съпругата му ражда дъщеря Фаустина, която по-късно се омъжва за художника Бартоломео Нерони, известен като Ричо, бивш ученик на баща ѝ.
Ексцентричните лудории на Содома вероятно му помагат да спечели връзки и покровители сред благородниците и богатите предприемачи. Сред тях е Агостино Киджи, филантроп и банкер, който заема пари на папите. Очевидно Киджи харесва необичайни и талантливи хора; благодарение на него Содома влиза в приятелски отношения с Пиетро Аретино и получава престижни поръчки. Сред почитателите на таланта му са князът на Пьомбино, папа Лъв X, който с ентусиазъм приема картината на Содома с образа на Лукреция и награждава художника с рицарството звание „кавалер на Христос“, както и император Карл V, който дава на художника титлата „пфалцграф“.
Содома не е богат и очевидно не е успява да инвестира хонорарите си в недвижими имоти, както правят някои от проспериращите художници от Ренесанса. Неговите хобита са ексцентричности и конни надбягвания, а конете струват много пари. През 1531 г. самият той съставя комичен списък за облагането на имуществото си. В него са посочени градина или ферма във Фонте Нуова, къща в квартал Валероци и осем коня. Следващите в списъка са маймуни, гарвани, паун, сови и „трите зли звяра, които са трите жени“. През 1534 г. той купува друга къща, но през 1537 г. къщата и градината отиват в чужди ръце. Вазари пише, че „... скоро му омръзна жена му и тъй като беше звяр, той я изостави завинаги, а тя живееше сама от собствения си труд..“. Документи от 1531 и 1541 г. обаче сочат, че през тези години Содома и жена му живеят заедно.

### Смърт
Вазари съобщава, че в напреднала възраст той е слаб, беден и изтощен и след като се разболява, умира в болница на 75-годишна възраст през 1554 г., но това може да бъде потвърдено само частично. Содома умира в Сиена на 15 февруари 1549 г. на 72 г. - тази дата е известна от писмо от 15 февруари 1549 г., изпратено от Алесандро Буонинсени до брат му Бернардино, който служи като посланик в Неапол: „...кавалер Содома почина снощи." Посмъртен опис на имуществото от 1549 г. съобщава за малък брой картини, „антики” и лични вещи на художника, останали в работилницата му.

## Основни произведения
Най-ранната работа на художника остава неизвестна; творбите му, създадени преди да се премести в Сиена, не оцеляват.

Първото по-голямо произведение на Содома са стенописите в трапезарията на оливетанския манастир „Света Анна“ в Кампрена край Сиена. Според договор, подписан от манастира в лицето на Фра Андреа Коса, работата започва през 1503 г. и е завършена до юни 1504 г. Договорът съдържа кратки указания относно иконографската програма и поставянето на отделните сцени. Някои от монасите на Содома са рисувани от натура. На стената срещу входа художникът изобразява „Чудото с хлябовете и рибите”, а срещу тази фреска – „Пиета” (тоест траур за Христос), вляво „Конфирмация на Оливетанския орден” (според друга версия - „Св. Бенедикт с монаси"), а вдясно „Света Анна с Дева Мария и двама оливетански монаси". На други места той изобразява сцени от житието на св. Анна в монохромна техника, както и фриз с гротески. 
- Мадона на трона със Св. Анна и двама оливетански монаси (1503)
- Конфирмация на Оливетанския орден (1503 / 04)
- Свалянето от кръста
- Фриз с гротески
- Лице на Иисус

Тези стенописи дават представа през каква школа е минал художникът в Милано. Например във фреската „Пиета” се вижда вниманието, което художникът отделя на жестовете на героите и изражението на лицата им. Това е доказателство за влиянието на Леонардо да Винчи върху него, който вярва, че „жестовете най-добре предават състоянието на душата“.
Следващата голяма поръчка са стенописите в манастира „Монте Оливето“, създадени малко след приключването на работата в манастира „Света Анна“. Те са най-големият и най-известният цикъл на стенописи на Содома. Художникът започва работа през 1505 г. и работи там до 1508 г. В поне два стенописа изследователите виждат влиянието на „Битката при Ангиари“ на Леонардо да Винчи, която очевидно послужва като вдъхновение за сцени като „Св. Бенедикт приема римските момчета Маврус и Плацидий“ и „Св. Бенедикт предсказва унищожаването на Монтекасино." Последната показва група войници с малко карикатурни лица. В тази композиция изследователите виждат и влиянието на Рафаело.
Идеята на Рафаело за войниците на Содома е повторена в картината „Слизането от кръста“ (Сиенска пинакотека), създадена за олтара на семейство Чинуци в сиенската църква „Сан Франческо“. Стилът на творбата се различава значително от стенописите в манастирите Св. Анна и Монте Оливето; това дава основание да се предположи, че картината е рисувана след завършването на стенописите в двата манастира, тоест след 1508 г., въпреки че е запазен документ от 1502 г., в който клиентът Герардо Чинуци изразява желание да се започне работа по създаването на олтар.
Докато работи върху стенописите в два манастира, Содома рисува няколко митологични и исторически сцени в сиенския дворец на Сиджизмондо Киджи (сцени от Метаморфозите на Овидий и от живота на Юлий Цезар). През 1508 г. художникът заминава за Рим. Според Вазари Агостино Киджи, покровител на изкуствата и папски ковчежник, го вика от Сиена. На Содома е поверено рисуването на папските покои – Stanza della Seniatura. Той изрисува свода на залата с гротески и орнаменти, но папа Юлий II не харесва голямата композиция на стената и нарежда тя да бъде премахната, а на мястото ѝ да бъде поставена творба на Рафаело. Трудно е да се каже какви отношения има Содома с Рафаело след това, но Рафаело на фреската си „Атинската школа" рисува портрет заедно със Содома.

### Фрески във Вила Фарнезина
След този провал художникът се завръща в Сиена, но по-късно се връща в Рим, тъй като Агостино Киджи му предлага работа в неговия дворец, сега известен като Вила Фарнезина.
Вила Фарнезина е построена през 1505-06 г. извън Рим, пред градските порти и хълма Яникул по поръчка на Агостино Киджи като негова провинциална резиденция. Около угощенията и тържествата, които банкерът устройва в селската си вила, витаят легенди още приживе. В произведенията на поетите Райските градини на Вила Фарнезина и самата сграда са прославени като новата обител на богове и музи. Сградата е проектирана от Балдасаре Перуци, а вътрешните ѝ зали са изрисувани от най-добрите художници на епохата - Перуци, Рафаело, Содома и Себастиано дел Пиомбо.
Содома рисува спалнята на този дворец със стенописи, изобразяващи сцени от живота на Александър Велики, сред които се откроява сцената, изобразяваща сватбата на Александър и Роксана, благодарение на която залата днес се нарича Брачна стая на Александър и Роксана. Спалнята граничи директно с банкетната зала, която по-късно е изрисувана от Балдасаре Перуци. Общо тук Содома рисува три стенописа: „Сватбата на Александър и Роксана“, „Семейството на Дарий преди Александър“, „Битката“. Четвъртата фреска – „Александър с Буцефал" сега не се смята от изследователите за дело на Содома. Предполага се, че е изпълнена от един от близките художници, който доста успешно имитира стила му.
От творчеството на Лукиан е известно, че в древни времена има картина на художника Аетион, посветена на брака на Александър и Роксана. Изобразява как Александър подава короната на Роксана, седнал на брачното легло, а от двете ѝ страни са Хефестион и богът-покровител на брака Химен, докато купидоните си играят с оръжията на Александър. Очевидно художниците във вила Фарнезина се стремят да пресъздадат или надминат този древен пример. Интересното е, че първоначално Киджи иска да даде поръчката за изписването на стаята на Рафаело, който подготвя рисунките (една от тях се съхранява във Музей „Албертина“ във Виена), но Содома този път се оказва по-успешен. В тази фреска на Содома обаче може да се види влиянието на Рафаело – фигурата на прислужница, която държи кана на главата си, ясно е заимствана от „Огън в Борго“ на Рафаело, изписана в Залата на пожара на Ватиканския дворец.
Срещу фреската „Сватбата на Александър и Роксана" преди това се издига луксозното легло на Агостино Киджи, сякаш слизащо от композицията. Всички стенописи във вила Фарнезина имат за цел да направят паралели между героите от древната епоха и възвишеността на живота на банкера Киджи, който се чувства като „нов Александър“.
- Содома. Сватба на Александър Македонски и Роксана. Фреска. Вила Фарнезина (Рим).
- Содома. Сватба на Александър Македонски и Роксана.  Детайл.
- Содома. Семейството на Дарий пред Александър Македонски. Фреска. Вила Фарнезина (Рим).

На дясната стена на спалнята Содома изобразява фреска „Семейството на Дарий пред Александър“. На него майката на убитияДарий Сизигамбия погрешно приема неговия приятел Хефестион за Александър, докато истинският владетел милостиво се покланя пред нея. Дъщерите на Дарий вляво са изобразени с рафаелова грация. На нивото на цокъла Содома изписва Вулкан, който кове стрела на Купидон в ковачницата си, и Купидон, който събира стрели. Тези произведения са датирани 1516-17 г. (въпреки че има и други дати).
Докато е в Рим, Содома рисува една от най-известните си картини – Лукреция (Будапеща, Музей на изкуствата). Трагичната история на полуголата Лукреция, опозорена и наръгана с кама, за да измие срама си с кръв, толкова зарадва папа Лъв X, че той награждава Содома с голяма сума и рицарско звание (Кавалер на Христос). Картината става известна с поредица от епиграми, написани от Еуралио д'Асколи (Аурелио Асколано). Впоследствие художникът се връща към тази тема и днес картината „Лукреция“ съществува в четири версии. Тази работа по-специално дава представа за това как престоят на Содома в Рим, който запазва древните антики, се различава от престоя му в благочестивата Сиена: вдясно от Лукреция има герой, чийто външен вид е описан по статуята на колосалния „Юпитер от Версай" (статуята е намерена във вилата на кардинал Франческо Армелини). По-късно художникът многократно включва този типаж в картините си.
Няколко документа от този период съобщават, че през 1515 г. художникът посещава Флоренция и че това е свързано със заповедите на Якопо д'Апиано, владетел на Пиомбино, и на Алфонсо I д’Есте, херцог на Ферара, за когото Содома рисува картината „Св. Георги и дракона“ (1518, Вашингтон, Национална галерия). Запазено е писмо, което на 3 май 1518 г. художникът пише до Алфонсо I; в него той съобщава, че поръчката за създаване на творбата му е прехвърлена от посланика на херцога в двора на папа Лъв X, когато Содома е бил в Рим. Содома изобразява св. Георги с копие, яздещ на кон, чийто свиреп вид изглежда по-страшен от самия победен дракон; вдясно от него спасената принцеса Клеодолинда вдигна очи към скръб в голямо вълнение, а на небето ангел Господен освещава събитието.
През 1518 г. Содома се завръща в Сиена. Там той рисува фрески със сцени от живота на Дева Мария в Ораторий „Св. Бернардин от Сиена“ – „Въведението на Мария в храма“, „Посещение на Св. Елисавета“, „Небесна сватба“ и „Успение Богородично“. Заедно със Содома своите стенописи в оратория творят Джироламо дел Пакия и Доменико Бекафуми.
Периодът от 1518 до 1525 г. остава неясен. Известно е, че през 1518 г. Содома изпраща писма до херцога на Ферара Алфонсо д'Есте и до владетеля на Мантуа Франческо Гондзага с надеждата да получи работа в техния дворове, но дали това желание е било реализирано или не, е неизвестно. Учените смятат, че по това време Содома прави пътувания до Ломбардия и градовете на Тоскана. 
На 3 май 1525 г. той получава поръчка да направи „gonfalone“, тоест знаме за общността Сан Себастиано ди Камола в Сиена (сега в галерия Пити, Флоренция). От документите се знае, че парите за него са изплащани на художника на части през 1526 г., а той трябва да изчака до 1531 г. за последното плащане. От едната страна на знамето Содома изобразява Свети Себастиан, пронизан от стрели, а на обратната - Мадоната с Младенеца в слава, заобиколени от светци. Работата е изпълнена в приглушени, меки тонове; зад анатомично безупречната фигура на Св. Себастиан се простира богат пейзаж с древни руини; главата на светеца е увенчана от ангел с короната на мъченик. При моделирането на фигурата на Себастиан се усеща влиянието на античната скулптура.

### Фрески в параклиса на Св. Екатерина Сиенска
Вдъхновение от античната скулптура може да се види и в следващата голяма творба на майстора – стенописите в параклиса „Св. Екатерина от Сиена“ в църквата „Сан Доменико“ в Сиена от 1526 г. Художникът изобразява три сцени от живота на светицата, по-специално „Екзекуцията на Николо ди Тулдо“ - млад аристократ от Перуджа, осъден на смърт от сиенски съд заради острите му думи срещу управлението на Сиена. Света Екатерина дълго време посещава Николо в тъмницата, убеждавайки го да приеме съдбата си, а след това присъства на екзекуцията му.  Художникът изобразява най-кървавия момент в тази история и въпреки факта, че събитието е от края на 14 век, той облича пазачите в древни римски костюми - духът на древността е толкова привлекателен по онова време.
Въпреки това най-забележителната фреска в цикъла от времето на Вазари се смята „Стигматизацията на Св. Екатерина." Вазари цитира мнението на художника Балдасаре Перуци, който казва, че „... никога не съм виждал човек, който би могъл да изрази по-добре състоянието на хора, които са припаднали и загубили сетивата си, и да го изобрази по-правдоподобно от Джовани Антонио“. Стенописите в параклиса не са завършени от Содома, защото клиентите не могат да продължат да плащат за работата.
През същия период Содома създава фрески в църквата „Санта Кроче“ (сега махнати от стените и съхранявани в Пинакотеката на Сиена). През 1529 г. той става вид „официален художник“ на Сиена и получава правителствени поръчки да работи в кметството (Palazzo Pubblico), където рисува фрески и оставя два олтарни образа - „Светото семейство“ и „Мадона със светци“.
Приблизително през същите години той стенописва параклиса „Св. Яков“ в църквата „Санто Спирито“ в Сиена. Тези картини са поръчани от представителите на испанската колония, която има собствена гробница там. Сиена през този период е под закрилата на Карл V, а в града има френски и испански гарнизони. Художникът завършва работата до 16 април 1530 г. Испанците са много доволни и император Карл V, който пристига в Сиена, дава на Содома титлата „пфалцграф“.
Две от неговите творби за църквата „Сан Агостино“ принадлежат към 1530-те години - Изписването на портата (1530, стенописът е много лошо запазен) и Поклонението на влъхвите (1536), който той той прави вътре в храма.
През 1538 г. художникът заминава за Пьомбино при княз Якопо д'Апиано, който управлява там, с когото има дългогодишно приятелство (втори път е там през 1545 г.), но съдбата на произведенията, направени за княза, е неизвестна.
След това, през 1539-40 г., той работи във Волтера, където според Вазари изпълнява поръчката на „...богат и уважаван благородник, месер Лоренцо ди Галеото Медичи“, но работата, създадена за него, не оцелява.
През 1540-43 г. Содома работи в Пиза, където изписва за Пизанската катедрала „Оплакването на Христос“ (1540) и Жертвата на Авраам (1542), а също и Мадона със светци (1542, Пиза, Музей „Сан Матео“). Освен това художникът работи в Лука (1545 г.), където според Вазари рисува манастир „Сан Понциано“, но не са запазени стенописи или документи за престоя му там. От това време остава само един документ - писмо, което Пиетро Аретино пише до Содома през 1545 г. Нищо не се знае дали художникът е изписал нещо от 1545 до 1549 г., годината на смъртта му.
Най-голямата колекция от произведения на Содома се намира в Сиенската пинакотека. Освен прочутото „Слизане от кръста“ там са и „Христос вързан за колона“, „Бичуването на Христос“, „Рождество Христово“, „Светото семейство“, „Св. Екатерина Сиенска“, „Юдит“ и стенописи, взети от стените на църквата „Санта Кроче“.
През живота си Содома изобразява много Мадони с Младенеца, а сега те се съхраняват в музеите на Лондон, Рим, Милано, Торино, Балтимор, Филаделфия, Вашингтон, Виена, Мюнхен, Монтепулчано и Синалунга. Три версии на образа на Лукреция са в Хановер, Хамбург и Торино. Освен това много други картини на религиозни и митологични теми се съхраняват в най-добрите световни музеи и частни колекции.

### Галерия от фрески в клоатър „Монте Оливето Маджоре“
Този цикъл се явява най-мащабната живописна работа на Содома. Освен това той се явява и най-сериозното и подробно живописно изложение на житието на бащата на западното монашество – св. Бенедикт Нурсийски. В Тоскана са съхранени два предишни варианта на житието му, изложени във фрески: в базиликата „Сан Миниато ал Монте“ във Флоренция (завършени от Спинело Аретино след 1387 г.), и в Манастира „Аранчи“ в Бадия. Останалите фрескови цикли, посветени на житието на св. Бенедикт, стават жертви на по-късна модернизация на църквата и на секуларизъм.
Абатство „Монте Оливето Маджоре“ е разположено в гориста местност на югоизток от Сиена близо до Ашано. То е основано от състоятелния учен-юрист Джовани Толомей (1272 – 1348), който се отказва от длъжността на сиенски подест, предпочитайки живота на отшелник. Негови съмишленици са Амброджо Пиколомини и Патрицио Патрици. Тримата създават убежище, в което в течение на доста години живеят в аскетична комуна. На 26 март 1319 г. Гуидо Тарлати – епископ на Арецо освещава тази комуна, давайки ѝ статут на нов религиозен орден.
Содома през 1504 г. изобразява сцената на освещаване в своята фреска в манастира „Св. Анна“, който също е основаван от монасите от Монте Оливето. На нея може да се види коленичилият Толомей, вече приел монашеското име Бернардо, с манастирския устав в ръка пред епископ Тарлати. През 1344 г. орденът е осветен от папа Климент VI. В своята практика монасите на ордена се ръководят от принципите на Бернар от Клерво. По време на страшната епидемия от чума през 1348 г. Бернардо Толомей с монаси се отправя към Сиена, за да помогне на болните и умиращите, но самият той се заразява и умира.
Според Джорджо Вазари работата в клоатъра на манастира е започната от Лука Синьорели, който изрисува западната стена. Манастирските хроники все още не са напълно публикувани и проучени, така че точната дата на започване на работата не е известна. Синьорели рисува 10 фрески, а традиционната гледна точка ги поставя в периода 1497-98 г. Изследователите обаче имат сериозни съмнения относно валидността на подобни датировки. Някои смятат, че той работи там след Содома, около 1510-те години, а изобретателността и общият тон на картините се приписват на таланта на Содома, докато Синьорели, според тях, само върви по неговите стъпки.
Работата върху цикъла Содома започва през 1505 г., като рисува три стени в клоатъра. Има записи за плащанията на парични суми през септември 1505 г. и през април 1506 г. за стенната живопис, обозначена като "prima storia", тоест първата сцена. За нея на Содома са платени 10 дуката, за разлика от обичайните 7, които впоследствие са му плащани за всеки сюжет. Тази сцена може би му отнема най-много време. До октомври 1506 г. Содома изрисува цялата южна стена, за което получава общо 62 дуката. Съвременните изследвания потвърждават, че Содома започва да рисува манастира от южната стена. Движейки се обратно на часовниковата стрелка, той преминава към източната стена и завършва работата по северната стена. През 1508 г. той получава общо 84 дуката (588 лири) за 12 „истории“ (сцени). Последното плащане е отбелязано в документите на 22 август 1508 г. - тази дата се счита за времето, когато работата по стенописите е завършена (през октомври 1508 г. името на Содома се появява вече в Рим). Една фреска от цикъла, а именно „Св. Бенедикт изпраща Плацидия и Мавър“, е изписана по-късно от зетя на Содома Бартоломео Нерони (Ричо). Факт е, че фреската, създадена преди това от Синьорели, се намира над вратата, която е зазидана през 1534 г., а Ричо трябва да пребоядиса стената.
Основният литературен източник на информация за живота на Св. Бенедикт е творбата на Григорий Велики „Диалози”, създадена през 593-94г. 38 глави от втората книга на това произведение са посветени на живота на Св. Бенедикт от Нурсия. През 1260-те години Яков Ворагински съставя Златната легенда, в която последователността на представяне на материала значително улеснява художниците да подреждат отделни сцени в хронологичен ред. Въпреки това версията за живота на Св. Бенедикт е изложена в началото на 14 век от доминиканския монах от Пиза Доменико Кавалка. Той включва някои сюжети, които не са включени в „Златната легенда“, по-специално срещата на Св. Бенедикт с Тотила, и предсказанието от светеца за унищожаването на Монте Касино. Въпреки факта че не всички сцени от творчеството на Кавалка са използвани в стенописите на манастира в Монте Оливето, тази творба и „Златната легенда“ послужват като основни източници за създаване на цикъла на стенописите.
Содома представя следните сцени от живота на светеца:
1. Бенедикт напуска дома на родителите си в Нурсия.
2. Бенедикт напуска школата в Рим.
3. Чудото със ситото.
4. Монах Романус облича Бенедикт в отшелнически дрехи.
5. Дяволът чупи камбаната.
6. Презвитер споделя великденската трапеза с Бенедикт.
7. Бенедикт поучава селяните в истинската вяра.
8. Победата на Бенедикт над страстите.
9. Бенедикт става абат на Виковаро.
10. Бенедикт чупи чаша с отровено вино.
11. Бенедикт изгражда дванадесет манастира.
12. Бенедикт приема знатните римски юноши Плацид и Мавър.
13. Бенедикт изгонва дявола от обладан монах с тояга.
14. Бенедикт намира извор в планината.
15. Чудото със сърпа.
16. Чудотворното спасение на почти удавения Мавър.
17. Бенедикт превръща бутилка в змия.
18. Флоренций се опитва да отрови Бенедикт.
19. Флоренций изпраща куртизанки в манастира.
20. Бенедикт предсказва унищожаването на Монте Касино.
21. Бенедикт дава брашно на манастира.
22. Бенедикт се явява насън на двама монаси.
23. Бенедикт отлъчва две монахини.
24. Бенедикт заповядва да се сложи нафора върху тялото на починал монах.
25. Бенедикт прощава на избягал монах.
26. Бенедикт освобождава селянин от дългове.
27. Бенедикт представя новата харта на монасите.

И освен това на външните стени:
- Христос, който носи кръста.
- „Човекът на скърбите“.

Изследователите отбелязват паралели между картините на Содома и цикъла, посветен на Св. Бенедикт, който рисува в Киостро дел Платано в Неапол художника Антонио Соларио в началото на 1500-те г. Въпреки факта, че фреските на Содома разкриват идеи, заимствани или от Пинтурикио („Бенедикт напуска родния си дом“), след това от Рафаело Санцио („Бенедикт приема Плацидий и Мавър“, „Бенедикт предсказва унищожаването на Монте Касино“), те показват ръката на голям майстор, който синтезира заемките в собствен стил. Содома често е обвиняван, че е „подобен на хамелеон“, тъй като учените отдавна отбелязват, че дори в рамките на една голяма работа Содома може да използва няколко различни техники и маниери, заимствани от колеги, но никой не оспорва, че е достатъчно лесно да се идентифицират нещата на Содома.
В някои стенописи има донякъде наивен патос, характерен за маниеризма, но те изглеждат реалистични и автентични. Основното историческо предимство на стенописите е, че отразяват много подробно и ясно монашеския живот от началото на 16 век. В тях могат да се видят как монасите строят църкви („Бенедикт се явява насън на двама монаси“, „Бенедикт строи дванадесет манастира“), как се хранят („Бенедикт дава брашно на манастира“), как погребват мъртвите („Бенедикт заповядва да се сложи нафора върху тялото на починал монах“), как проповядват сред обикновените хора („Бенедикт наставлява селяните в истинската вяра“) и т.н.
- Бенедикт напуска дома на родителите си в Норча.
- Бенедикт напуска школата в Рим.
- Чудо със ситото.
- Монах Романус облича Бенедикт в отшелнически дрехи.
- Дяволът чупи камбаната.
- Презвитер споделя великденската трапеза с Бенедикт.
- Бенедикт поучава селяните в истинската вяра.
- Победата на Бенедикт над страстите.
- Бенедикт става абат на Виковаро.
- Бенедикт чупи чаша с отровено вино.
- Бенедикт изгражда дванадесет манастира.
- Бенедикт приема знатните римски юноши Плацид и Мавър.
- Бенедикт изгонва дявола от обладан монах с тояга.
- Бенедикт намира извор в планината.
- Чудото със сърпа.
- Чудотворното спасение на почти удавения Мавър.
- Бенедикт превръща бутилка в змия.
- Флоренций се опитва да отрови Бенедикт.
- Флоренций изпраща куртизанки в манастира.
- Бенедикт предсказва унищожаването на Монте Касино
- Бенедикт дава брашно на манастира.
- Бенедикт се явява насън на двама монаси.
- Бенедикт отлъчва две монахини.
- Бенедикт заповядва да се сложи нафора върху тялото на починал монах.
- Бенедикт прощава на избягал монах.
- Бенедикт освобождава селянин от дългове.